# Belongkut
Belongkut is een bestuurslaag in het regentschap Labuhan Batu Utara van de provincie Noord-Sumatra, Indonesië. Belongkut telt 3785 inwoners (volkstelling 2010).